# Zvíkovec
Zvíkovec (německy Swikowetz) je městys v okrese Rokycany v Plzeňském kraji. Leží zhruba dvanáct kilometrů severozápadně od Zbiroha a sedmnáct kilometrů jižně od Rakovníka. Žije v něm 198 obyvatel. Pod Zvíkovcem protéká řeka Berounka, přes kterou zde vede silniční most. Na protějším břehu se do Berounky z levé strany vlévá říčka Javornice.

## Historie
První písemná zmínka o Zvíkovci pochází z roku 1229, kdy se připomínají bratři Vicemil, Vlček a Jindřich ze Zvíkovce (de Zuekow).

## Obyvatelstvo
| Rok            | 1869 | 1880 | 1890 | 1900 | 1910 | 1921 | 1930 | 1950 | 1961 | 1970 | 1980 | 1991 | 2001 | 2011 | 2021 |
| -------------- | ---- | ---- | ---- | ---- | ---- | ---- | ---- | ---- | ---- | ---- | ---- | ---- | ---- | ---- | ---- |
| Počet obyvatel | 507  | 477  | 426  | 462  | 446  | 421  | 360  | 265  | 282  | 246  | 225  | 183  | 188  | 197  | 204  |
| Počet domů     | 83   | 78   | 77   | 82   | 80   | 82   | 87   | 88   | 73   | 63   | 55   | 79   | 84   | 88   | 96   |

## Správa městyse
Mezi lety 1869–1979 Zvíkovec byl městysem a později obcí v okrese Hořovice (1869–1890) a později v okrese Rokycany. Od 1. ledna 1980 do 23. listopadu 1990 patřil jako část obce k Podmoklům a od 24. listopadu 1990 je opět samostatnou obcí. Dne 10. listopadu 2008 byl obci obnoven status městyse.

### Části městyse
Městys představuje od 24. listopadu 1990 jednu část a jedno katastrální území. V jeho rámci se vyčleňují dvě základní sídelní jednotky, vlastní ves Zvíkovec na návrší nad Berounkou a osada Kalinova Ves, situovaná pod Zvíkovcem asi 0,5 km severovýchodně, na břehu řeky u mostu.
(údaje ze sčítání lidu 2001)
- Kalinova Ves (13 domů, 3 obyvatelé)
- Zvíkovec (71 domů, 185 obyvatel) . V kostele Nanebevzetí P. Marie se (po jeho opravě) konala v sobotu 24.8.2024 v 10 hodin mše sv. hlavním celebrantem byl emeritní pražský arcibiskup Dominik Jaroslav kardinál Duka OP .

V letech 1869–1924 k obci patřil Chlum.

### Symboly městyse
Znak a vlajka byly městysi uděleny rozhodnutím předsedy Poslanecké sněmovny Parlamentu České republiky dne 14. ledna 2000.

## Pamětihodnosti
- Barokní zámek Zvíkovec stojí na místě starší tvrze. V roce 1753 jej nechala postavit Františka Rabenhauptová ze Suché. Roku 1794 byl zámek za hraběte Prokopa Hartmana z Klarštejna zvýšen o jedno patro a klasicistně upraven.[9]
- Kostel Nanebevzetí Panny Marie
- Socha svatého Františka na návsi
- Trojmezí okresů Rokycany, Plzeň-sever a Rakovník. Tento bod se nachází v katastru městyse zhruba 1¼ km severovýchodně od Zvíkovce (49°57′44″ s. š., 13°41′58″ v. d.), poblíž ústí říčky Javornice do Berounky, asi 60 m vsv. od mostku silnice II/233 přes říčku.

## Osobnosti
- Vincenc Mašek (1755–1831), český hudební skladatel, hudební pedagog a vydavatel
- Pavel Lambert Mašek (1761–1826), český varhaník a hudební skladatel, bratr Vincence Maška
- Václav Krolmus (1787–1861), český katolický kněz, obrozenecký pracovník, zakladatel české archeologie a sběratel lidové slovesnosti a obyčejů. Byl i jedním z prvních praktických archeologů a zakladatelů sbírek Národního muzea.
- Josef Machek (1821–1899), český advokát a politik, starosta Chrudimi, poslanec Českého zemského sněmu.[10]

## Galerie

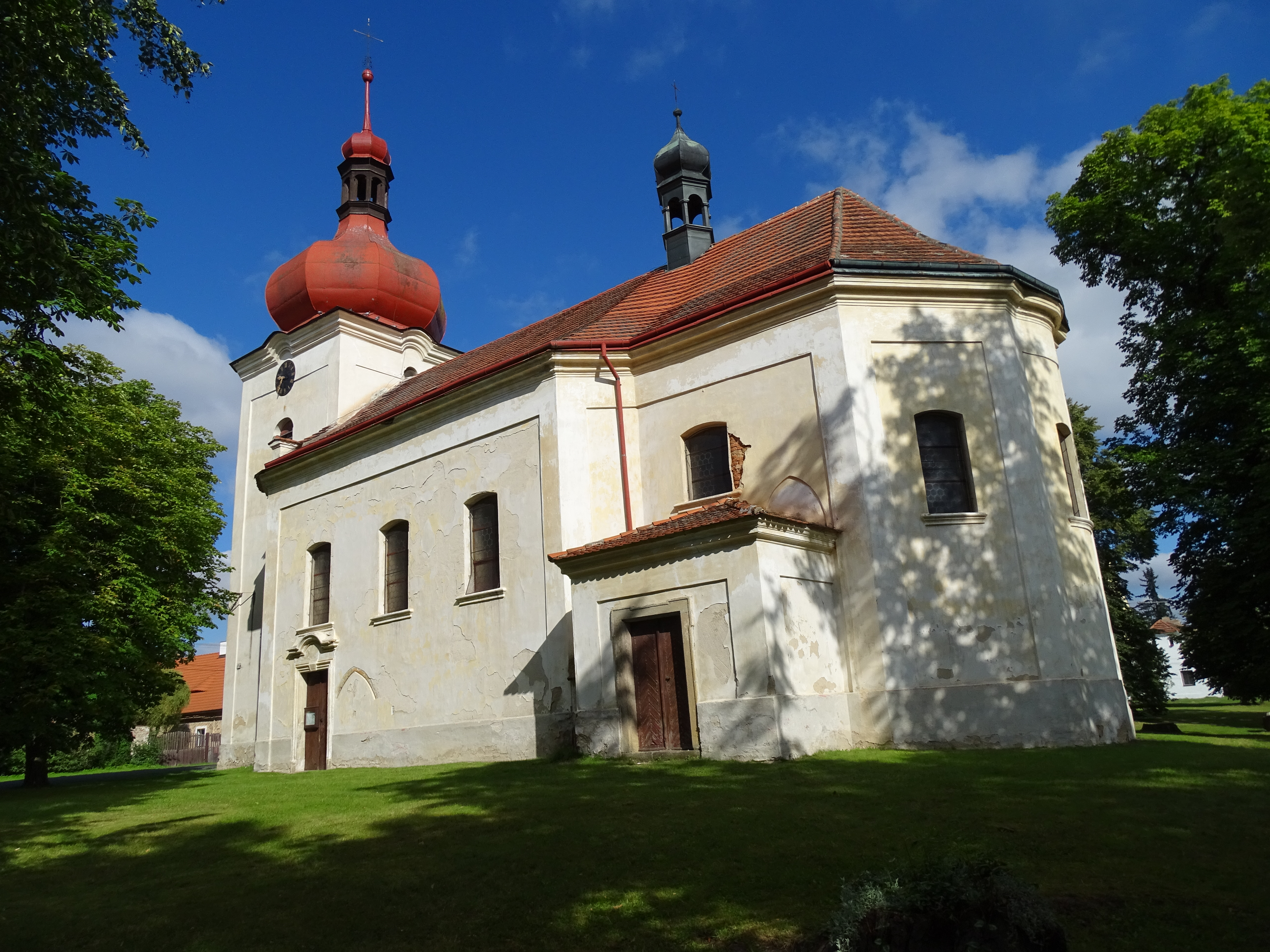
Kostel Nanebevzetí Panny Marie
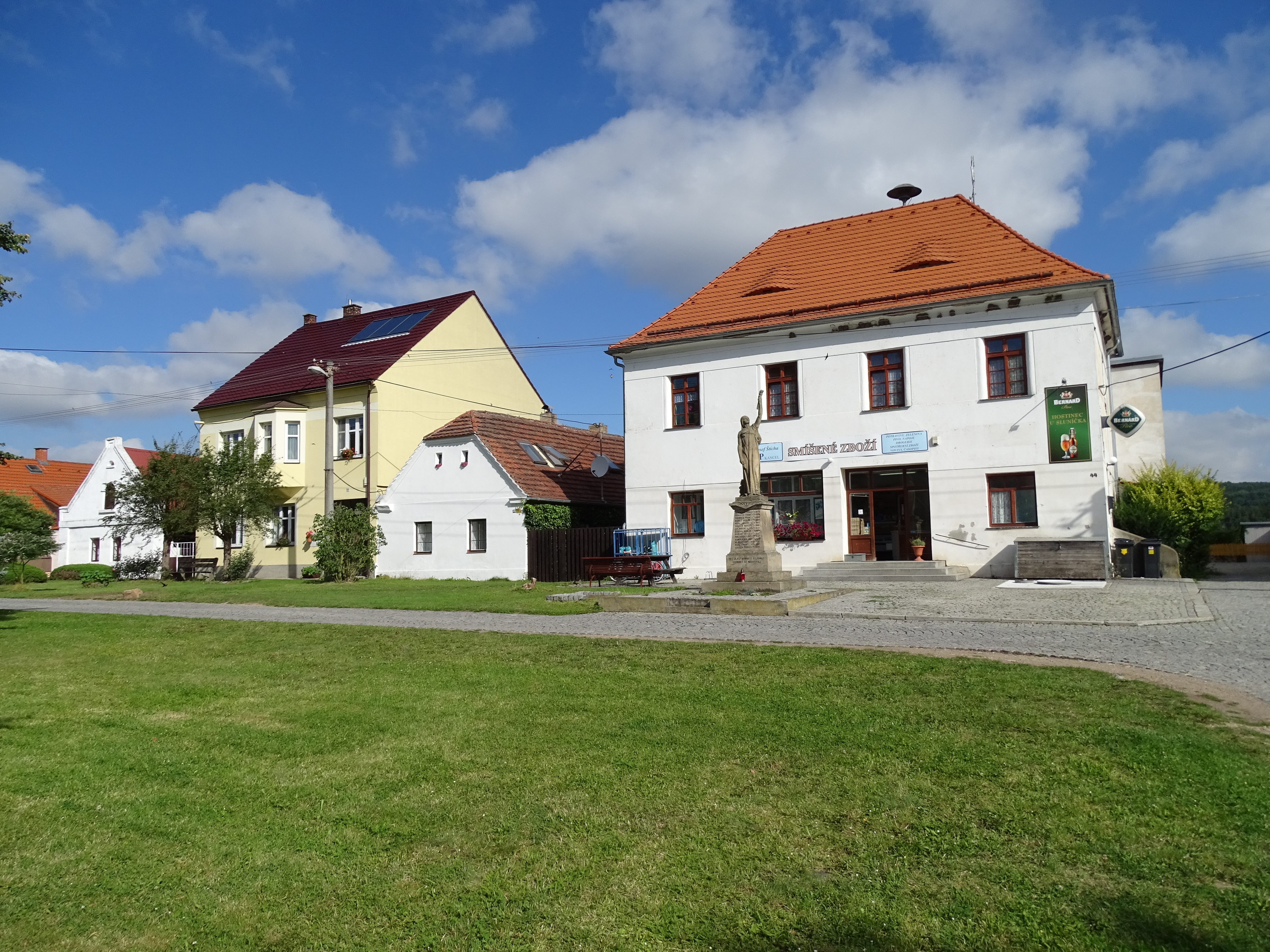
Centrum městyse s památníkem obětem první světové války
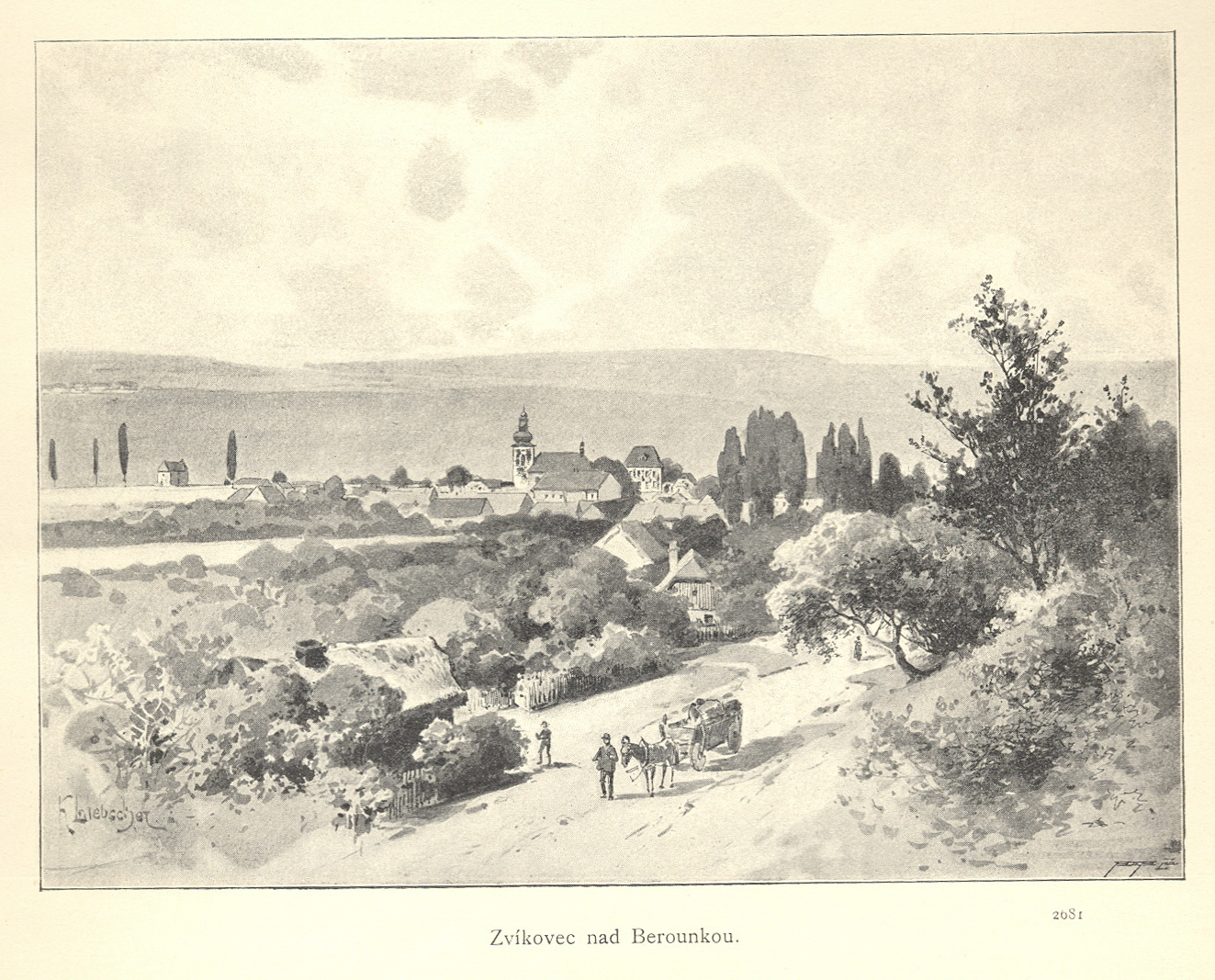
Zvíkovec nad Berounkou, K. Liebscher (1851–1906)